# Raionul Ianovca, județul Odesa
Raionul Ianovca a fost unul din cele patru raioane ale județului Odesa din Guvernământul Transnistriei între 1941 și 1944.

## Localități
- Ivanivka